# Краенка (гмина)
Гмина Краенка (пол. Gmina Krajenka) — гмина (волость) в Польше, входит как
административная единица в Злотувский повет, Великопольское воеводство. Население — 7192 человека (на 2004 год).

## Сельские округа
1. Аугустово
2. Баранково
3. Чайче
4. Лесник
5. Дольник
6. Глубчин
7. Краенка-Выбудоване
8. Лоньско
9. Марынец
10. Парушка
11. Подружна
12. Погуже
13. Скурка
14. Смярдово-Краеньске
15. Тарнувчин
16. Вонсошки
17. Железница

## Соседние гмины
1. Гмина Качоры
2. Пила
3. Гмина Шидлово
4. Гмина Тарнувка
5. Гмина Высока
6. Гмина Злотув